# Palu' di Borghetto
Palu' di Borghetto este o arie protejată (arie specială de conservare — SAC, sit de importanță comunitară — SCI, arie de protecție specială avifaunistică — SPA) din Italia întinsă pe o suprafață de 7,93 ha, integral pe uscat.

## Localizare
Centrul sitului Palu' di Borghetto este situat la coordonatele 45°41′32″N 10°55′30″E / 45.692222°N 10.925°E.

## Înființare
Situl Palu' di Borghetto a fost declarat sit de importanță comunitară în iunie 1995 pentru a proteja 20 de specii de animale. Alte tipuri de protecție:
- arie de protecție specială avifaunistică (în august 2000)[2]
- arie specială de conservare (în martie 2014)[1][3][4]

## Biodiversitate
Situată în ecoregiunea alpină, aria protejată conține 2 habitate naturale: Păduri aluvionare cu Alnus glutinosa și Fraxinus excelsior (Alno-Padion, Alnion incanae, Salicion albae), Lacuri eutrofice naturale cu vegetație de tip Magnopotamion sau Hydrocharition.
La baza desemnării sitului se află mai multe specii protejate de  păsări (20): lăcar mare (Acrocephalus arundinaceus), lăcar-de-mlaștină (Acrocephalus palustris), lăcar-de-lac (Acrocephalus scirpaceus), rață mare (Anas platyrhynchos), fâsă de pădure (Anthus trivialis), buhai de baltă (Botaurus stellaris), presură de stuf (Emberiza schoeniclus), muscar negru (Ficedula hypoleuca), găinușă de baltă (Gallinula chloropus), frunzăriță galbenă (Hippolais icterina), capîntortură (Jynx torquilla), privighetoare (Luscinia megarhynchos), gaia neagră (Milvus migrans), muscar sur (Muscicapa striata), codroșul de pădure (Phoenicurus phoenicurus), pitulice-fluierătoare (Phylloscopus trochilus), cristei de baltă (Rallus aquaticus), mărăcinar (Saxicola rubetra), silvie de zăvoi (Sylvia borin), corcodel mic (Tachybaptus ruficollis)
Pe lângă speciile protejate, pe teritoriul sitului au mai fost identificate 7 specii de plante, 6 specii de amfibieni, 5 specii de mamifere, 1 specie de nevertebrate, 5 specii de reptile.